# البتر الخلقي

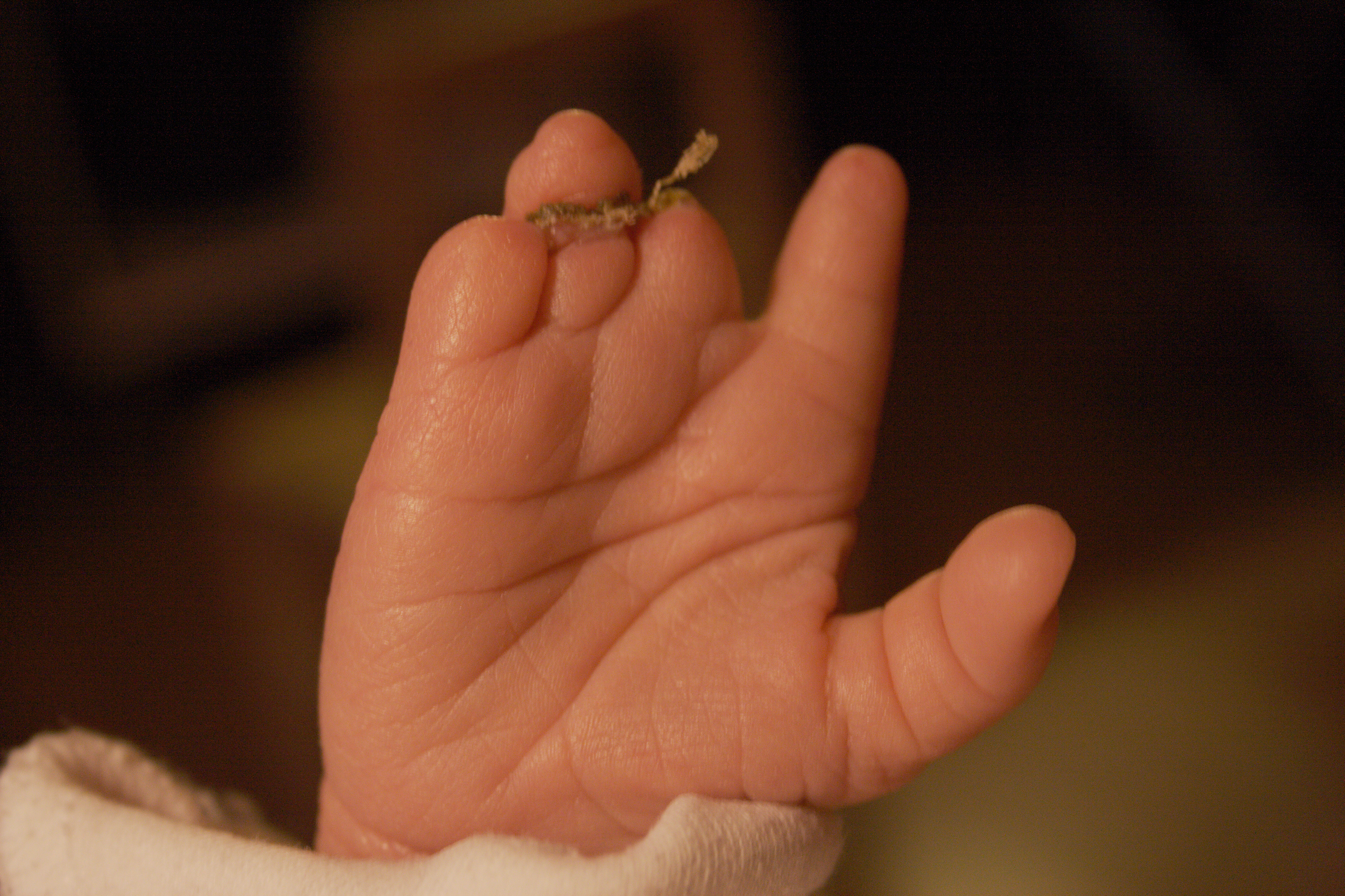
يد طفل مصابة بمتلازمة الشريط الأمنيوسي

الولادة بعيب خلقي في البتر هي حالة يولد فيها الطفل بدون طرف أو أطراف، أو بدون جزء من طرف أو أطراف.
ويُعرف أن سببها يكون جلطات دموية تتكوّن في الجنين أثناء وجوده في الرحم (إصابة وعائية)، أو بسبب متلازمة الأربطة الأمنيوسية: وهي أشرطة ليفية من الغشاء الأمنيوسي تضغط على أطراف الجنين بشكل يجعلها تفشل في التكوّن أو تسقط فعليًا بسبب انعدام التروية الدموية. كما يمكن أن تحدث الولادة بعيب البتر الخلقي نتيجة تعرض الأم لمواد مسببة للتشوهات أثناء الحمل.

## الأسباب
السبب الدقيق للولادة بعيب البتر الخلقي غير معروف ويمكن أن ينجم عن عدة أسباب. ومع ذلك، تُظهر معظم الحالات أن الأشهر الثلاثة الأولى من الحمل هي الفترة التي تحدث فيها معظم العيوب الخلقية، لأنها الفترة التي تبدأ فيها أعضاء الجنين بالتكوّن. ومن الأسباب الشائعة متلازمة الأربطة الأمنيوسية، التي تحدث عندما يتمزق الغشاء الداخلي للجنين (الأمنيون) دون أن يصاب الغشاء الخارجي (الكورِيُون). تنجرف الأشرطة الليفية من الأمنيون المتمزق في السائل الأمنيوسي وقد تتشابك مع الجنين، مما يقلل التروية الدموية للأطراف النامية إلى درجة يمكن أن تتعرض فيها الأطراف للانحباس؛ وتموت الأنسجة ويتم امتصاصها في السائل الأمنيوسي. يمكن أن يولد الطفل بعيب البتر الخلقي بفقدان جزء من الطرف أو الطرف كاملاً، والذي يؤدي إلى غياب كامل للطرف بعد نقطة معينة تبقى عندها فقط جذع يُعرف بنقص عرضي أو الأمليا. وإذا كان الجزء المفقود محددًا، يُشار إليه باسم النقص الطولي. وأخيرًا، تحدث حالة الفوكومليا عندما يكون الجزء الأوسط فقط من الطرف مفقودًا؛ على سبيل المثال عندما تتصل اليدان أو القدمان مباشرة بجذع الجسم. يمكن أن تحدث تمزقات الأمنيون بسبب:
- أدوية مسببة للتشوهات (مثل الثاليدومايد، الذي يسبب الفوكومليا)، أو مواد كيميائية بيئية.
- الإشعاع المؤين (أسلحة ذرية، اليود المشع، العلاج الإشعاعي).
- العدوى.
- اختلال التوازن الأيضي.
- الصدمات.

يُعد البتر الخلقي أقل أسباب البتر شيوعًا، لكن دراسة نُشرت في مجلة بي ام سي وجدت أن 21.1 من بين كل 10,000 طفل وُلدوا بدون طرف أو بطرف مشوه بين 1981 و2010 في هولندا، وتُقدّر مراكز السيطرة على الأمراض والوقاية منها أن 4 من بين كل 10,000 طفل يولدون في الولايات المتحدة لديهم نقص في الأطراف العلوية و2 من بين كل 10,000 لديهم نقص في الأطراف السفلية. خلال فترات معينة من التاريخ، تم توثيق زيادة في حالات البتر الخلقي. ومن الأمثلة على ذلك مأساة الثاليدومايد التي حدثت في الستينيات عندما أُعطيت أمهات حوامل مهدئًا يحتوي على الدواء الضار، ما أدى إلى زيادة في الأطفال الذين وُلدوا بدون أطراف.

## التشخيص
في معظم الحالات، لا يتم تشخيص البتر الخلقي إلا بعد ولادة الطفل. ومن الإجراءات المفيدة لتحديد هذه الحالة أثناء الحمل هو فحص بالموجات فوق الصوتية للجنين داخل رحم الأم، حيث يمكن الكشف عن غياب طرف ما. ومع ذلك، نظرًا لأن الفحوصات فوق الصوتية تُجرى بشكل روتيني، فقد لا تكتشف جميع علامات بعض العيوب الخلقية الطفيفة.

## العلاج
الطريقة الأكثر شيوعًا لعلاج البتر الخلقي هي تركيب طرف صناعي للطفل، مما يساعد على تطوره الطبيعي ويحافظ على عضلاته من الضمور. إذا كان البتر خلقيًا في الأصابع، يمكن إجراء جراحة تجميلية باستخدام إصبع القدم الكبير أو الثاني ليحل محل الأصابع المفقودة في اليد. في حالات نادرة من متلازمة الأربطة الأمنيوسية، إذا تم التشخيص أثناء الحمل، قد يُنظر في إجراء جراحة جنينية لإنقاذ الطرف المهدد بالبتر.

## أشخاص بارزون ولدوا ببتر خلقي

### الرياضيون
- هانا أسبدن، سباحة أمريكية، وُلدت بدون ساقها اليسرى من الورك.
- ستيفاني ديكسون، سباحة كندية، وُلدت بدون ساق وورك يمينيين.
- ميتشل غورلي، متزلج أسترالي في الألعاب الأولمبية الخاصة، وُلد بدون ذراع يسار من أسفل المرفق، لديه بضع بوصات من الساعد.[2]
- كيفين لاو، لاعب كرة سلة سابق، وُلد بدون ذراع يسار من تحت المرفق.[3]
- كايل ماينارد، وُلد بدون ساقين فوق الركبة وذراعين فوق المرفقين.[4]
- نيك نيويل، مقاتل فنون قتالية مختلطة، وُلد بدون ذراع يسار من تحت المرفق، وله جذع قصير من الساعد.[5]
- أنتوني روبلز، مصارع سابق، وُلد بدون ساق يمين كاملة حتى الورك.[6]

### مهن أخرى
- جيسيكا كوكس هي أول طيارة مرخصة بدون ذراعين في تاريخ الطيران، وُلدت بدون ذراعين.
- فيليكس كليزر، عازف بوق فرنسي محترف من ألمانيا، وُلد بدون ذراعين ويعزف باستخدام حامل وقدمه اليسرى.

## قراءة إضافية
- Gabos PG (مايو 2006). "Modified technique for the surgical treatment of congenital constriction bands of the arms and legs of infants and children". Orthopedics. ج. 29 ع. 5: 401–4. DOI:10.3928/01477447-20060501-10. PMID:16729738.
- Walter JH، Goss LR، Lazzara AT (يوليو–أغسطس 1998). "Amniotic band syndrome". The Journal of Foot and Ankle Surgery. ج. 37 ع. 4: 325–33. DOI:10.1016/s1067-2516(98)80070-7. PMID:9710786.
- Light TR، Ogden JA (مايو–يونيو 1993). "Congenital constriction band syndrome. Pathophysiology and treatment". The Yale Journal of Biology and Medicine. ج. 66 ع. 3: 143–55. PMC:2588858. PMID:8209551.

## روابط خارجية
- "Congenital amputation". The Free Dictionary. مؤرشف من الأصل في 2025-01-24.